# Die Pee-Wees – Rivalen auf dem Eis
Die Pee-Wees – Rivalen auf dem Eis ist ein kanadischer Film von Éric Tessier, der im Dezember 2012 in Quebec erstaufgeführt wurde. Er ist der erste in Quebec gedrehte 3D-Film.

## Handlung
Als seine Mutter starb, zog Janeau mit seinem Vater nach St-Hilaire. Seine Nachbarin Julie, die Torhüterin des Lynx-Eishockeyteams (genannt die Luchse) ist, überzeugt Janeau, sich demselben Team anzuschließen, als sie das volle Potenzial dieses Jungen für den Sport erkennt. Julie ist eine sehr gute Torhüterin, hat jedoch große Schwierigkeiten Janeaus Schüsse abzuwehren, sodass sie ihn gut überreden kann, im Team als Mittelstürmer zu spielen. Unglücklicherweise für den neuen Spieler ist es nicht jeder, der seine Ankunft begrüßt (wie Joey). Joey, der Mannschaftskapitän, schätzt nicht besonders die Aufmerksamkeit, die das junge Wunderkind erhält. Daher macht sein Vater, ein kalter und autoritärer Mann, ihm klar, dass er alles tun muss, um der beste Torschütze der Mannschaft zu bleiben, auch wenn dies bedeutet, seine Teamkollegen zu verraten. Sein Vater flößt ihm sogar ein, ihm 10 Dollar pro Tor zu bezahlen, was Joey schießt.
Das führt insgesamt zu Spannungen im Eishockey-Team. Dabei stehen sie kurz vor der Qualifikation im Pee-Wees-Turnier, dessen Finalrunde in Quebec stattfindet. Sie können sich qualifizieren, doch dann müssen sie leider in der Finalrunde auf ihre Top-Torhüterin Julie verzichten, die sich bei einem Unfall auf dem Eis eine Gehirnerschütterung zulegt, und dann wochenlang krankgeschrieben wird. Trotzdem trainiert die ehrgeizige Julie fleißig weiter: Wenn auch statt auf dem Eis, sondern stattdessen im E-Sport mit der Playstation. So fährt die Mannschaft ohne Julie nach Quebec zum Turnier und dort trifft die Mannschaft auf ein Top-Team aus Moskau, dessen Trainer Viktor ein ehemaliger Schüler des Lynx-Coach ist. Die Luchse und die Mannschaft aus Moskau schaffen erfolgreich die Endrunde und stehen sich schließlich im Finale gegenüber.
Währenddessen bekommt Julie einen Anruf von ihrem Arzt. Eigentlich wollte der die Nachricht ihrer Mutter erzählen, doch Julie nimmt ihn mit verstellter Stimme entgegen. Von ihrem Arzt erfährt sie, dass er sie noch für mindestens 2 Wochen krankschreibt. Dann legt Julie traurig auf, weil sie doch gerne zum Turnier wollte. Dann kommt Julies Mutter nach Hause. Julie lügt ihr vor, schon genesen zu sein, und überredet ihre Mutter sie nach Quebec zum Turnier zu fahren. Janeaus Vater begleitet sie. Als Julie bei ihrer Mannschaft eintritt, sind sie höchsterfreut. Janeau und sein Vater sprechen sich aus und Janeau wird so in sich gestärkt. Nachdem die Mannschaft nach der zweiten Drittelzeit zurückliegt, wollen sie Julie überreden nun das Tor zu hüten. Julie würde das Angebot gerne annehmen, jedoch gesteht sie, für ihre Mannschaft gelogen zu haben, und noch offiziell krankgeschrieben ist. Daher darf sie nicht für ihre Mannschaft auf dem Eis das Tor hüten und sie will nicht riskieren, dass die Mannschaft ihretwegen disqualifiziert wird. Deswegen lehnt sie ab, in der dritten Drittelzeit das Tor zu hüten und impft ihren Teamkollegen Teamgeist ein. Schließlich gewinnt ihr Team auch ohne sie im Tor und der Film endet mit einem Foto der Mannschaft auf dem Eis mit dem Pokal.

## Auszeichnungen (Auswahl)
Antoine Olivier Pilon wurde 2013 mit dem Young Artist Award in der Kategorie Best Performance in an International Feature Film - Young Actor ausgezeichnet und Alice Morel-Michaud erhielt den Preis in der Kategorie Best Performance in an International Feature Film - Young Actress.